# Арбитражная комиссия Мирной конференции по Югославии

Процесс распада СФРЮ с 1991 по 1992 год

Арбитра́жная коми́ссия Ми́рной конфере́нции по Югосла́вии (более известная как Арбитражная комиссия Бадинте́ра) — арбитражный орган, специально созданный при содействии Совета министров Европейского экономического сообщества 27 августа 1991 года, для разрешения спорных юридических вопросов в связи с распадом югославской федерации и выдачи консультативных заключений в рамках международной мирной конференции по урегулированию ситуации в Югославии.
В первоначальный состав комиссии вошли пять действующих председателей конституционных судов из стран ЕЭС, из них председателем комиссии был избран Робер Бадинтер, возглавлявший с 1986 по 1995 год Конституционный совет Франции. В последующий состав, созванный в 1993 году, помимо конституционных судей стран Евросоюза были также включены судьи международных судебных органов.
Арбитражная комиссия в период с 1991 по 1993 год вынесла пятнадцать заключений по ключевым правовым вопросам, возникшим в результате конфликта между республиками, входившими в состав Социалистической Федеративной Республики Югославии. Комиссия проводила свои заседания в Париже.
Наиболее важными с точки зрения международного права являются первые три заключения комиссии, касающиеся вопросов распада югославской федерации, права на самоопределение сербского населения на территории Хорватии и Боснии и Герцеговины, а также международного статуса бывших административных границ между вышедшими из состава СФРЮ республиками. Заключения № 4—7, 10 разрешают вопросы международной правосубъектности бывших югославских республик и соответствия их критериям признания для новых государств, разработанным Европейским сообществом. В заключениях № 8—9 комиссия попыталась решить общие проблемы правопреемства государств, более конкретно указанный вопрос был разрешён позже в заключениях № 11—15.
Заключения комиссии оказали значительное влияние на югославскую политику Европейского сообщества и его государств-членов. Хотя они и не затрагивали все вопросы, возникавшие в связи с распадом Югославии и последующими отношениями её государств-преемников на Балканах, тем не менее такие заключения широко способствовали развитию международного публичного права в вопросах признания новых государств.

## Предыстория

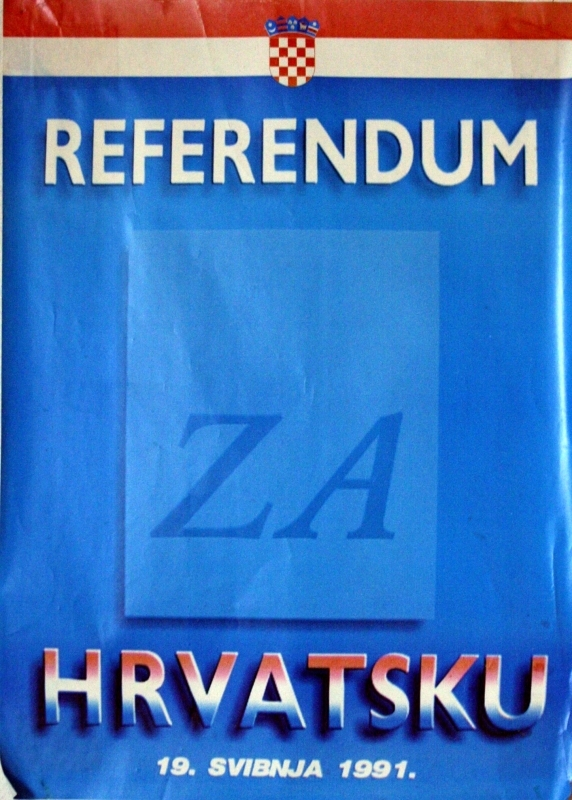
Плакат, призывающий отдать голос за независимость Хорватии в 1991 году

В 1990—1991 годах стали нарастать противоречия между Сербией и другими республиками в составе федеративной Югославии (Словенией и Хорватией) — конфликты экономического, политического, а затем и этнотерриториального характера. На референдуме о независимости Словении, состоявшемся 23 декабря 1990 года, подавляющее большинство жителей проголосовали за независимость республики, аналогичные результаты были на референдуме о независимости Хорватии 19 мая 1991 года (в обоих случаях декларация о независимости принята 25 июня 1991 года). В начале марта 1991 года произошли вооружённые столкновения в Пакраце между хорватами и сербами. Для предотвращения дальнейших столкновений в город были введены части Югославской народной армии. 9 марта 1991 года протесты в Белграде были подавлены с помощью армии. 31 марта 1991 года произошло столкновение между силами сербской Милиции Краины, поддерживаемыми добровольцами из Сербии, и хорватскими полицейскими в районе национального парка Плитвицкие озёра в Хорватии, в ходе которого были убиты два человека. Кульминацией указанных событий стали непродолжительный вооружённый конфликт в Словении и начавшаяся война в Хорватии.

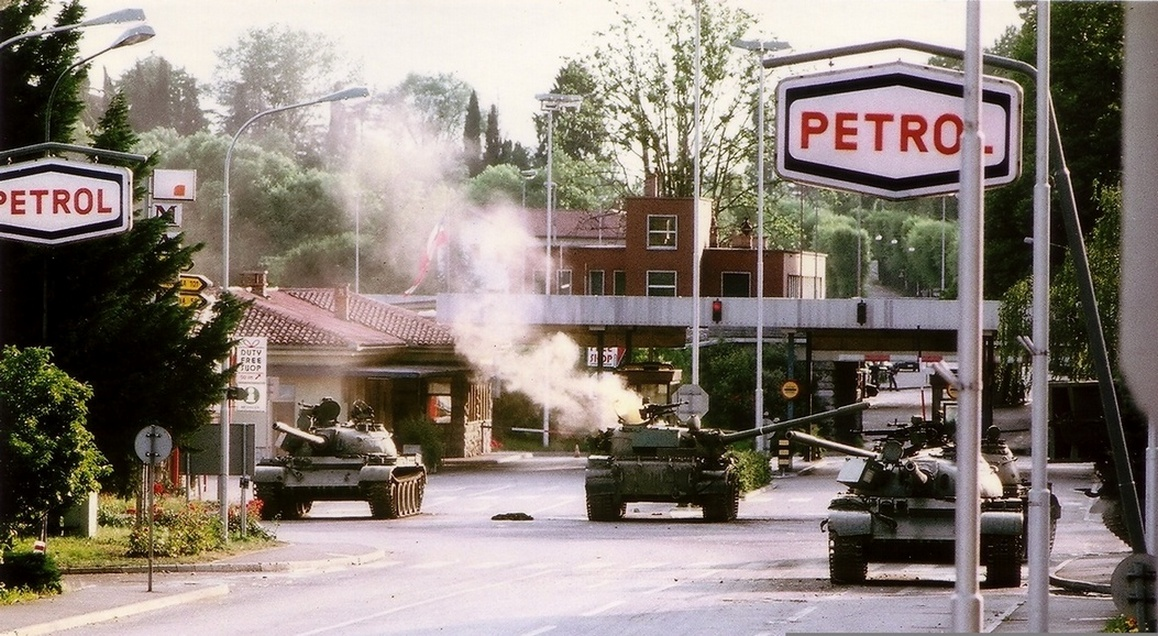
Десятидневная война в Словении, 1991 год. Словенские солдаты атакуют танки югославской армии, заблокировавшие пограничный переход «Рожна-Долина» между СФРЮ и Италией

В начале 1991 года Европейское сообщество, предвидя назревающий вооружённый конфликт в Югославии, предложило руководству СФРЮ свою посредническую помощь в его урегулировании. После согласия союзного правительства СФРЮ на посредничество Европейского сообщества последнее провело ряд переговоров и консультаций с противоборствующими сторонами. 7 июля 1991 года было подписано Брионское соглашение, положившее конец войне в Словении, с территории которой были выведены все подразделения югославской армии. Соглашение предусматривало мораторий для вступления в силу деклараций о независимости Словении и Хорватии сроком на три месяца, а также необходимость начала переговоров о будущем устройстве Югославии. Между тем соглашение никак не повлияло на прекращение боевых действий в Хорватии. В конце лета 1991 года для урегулирования конфликта была сформирована Конференция Европейского сообщества по Югославии (позднее стала именоваться Международной конференцией по бывшей Югославии, поскольку участие в ней стали принимать ООН, СБСЕ и другие международные организации).

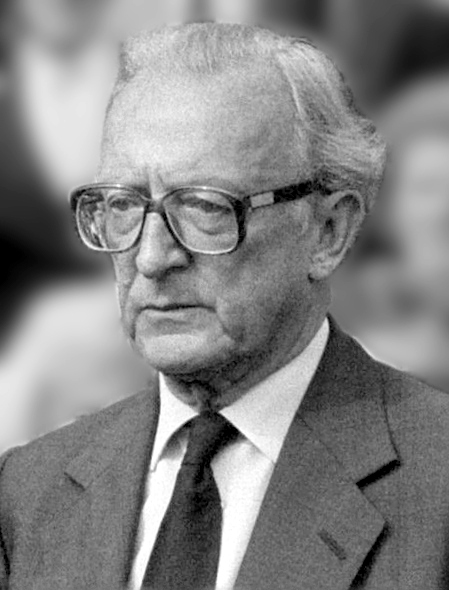
Лорд Питер Карингтон

В 1991 году на конференции председательствовал лорд Питер Карингтон, в дальнейшем, начиная с 1992 года, совместно с ним председательствовал представитель Генерального секретаря ООН Сайрус Вэнс.
Первоначально в задачи конференции входила подготовка рекомендаций о конституционном устройстве будущей Югославии и её сохранении. Вместе с тем после окончания действия моратория согласно Брионскому соглашению 8 октября 1991 года была в одностороннем порядке провозглашена независимость Словении и Хорватии, и конференция переориентировала свою деятельность на выработку рекомендаций для признания новых государств, отделившихся от Югославии. Сохранение федерации уже не являлось основной задачей мирной конференции.
Для разрешения спорных юридических вопросов в связи с начавшимся югославским кризисом Европейским сообществом 27 августа 1991 года была сформирована специальная Арбитражная комиссия, состоявшая из профессиональных юристов, которые должны были дать мирной конференции консультативные заключения по всем возникающим проблемным ситуациям по поводу правопреемства государств, самоопределения народов, межгосударственных границ и иным вопросам конституционного и международного права.
17 декабря 1991 года в Брюсселе на встрече министров иностранных дел стран Евросоюза были сформулированы следующие критерии официального признания государств, подлежащие применению в том числе к бывшим югославским республикам:
- соблюдение положений Устава ООН, Хельсинкского заключительного акта, Парижской хартии;
- уважение принципа нерушимости границ;
- уважение прав и свобод человека, построение демократического режима, гарантирование прав этнических и национальных меньшинств;
- принятие обязательств, касающихся разоружения и нераспространения ядерного оружия;
- мирное разрешение региональных споров, в том числе связанных с вопросами правопреемства.

Одновременно с названными критериями страны ЕС приняли Декларацию о Югославии, в которой определялось, что принявшие решение о выходе из состава СФРЮ республики должны были заявить до 23 декабря 1991 года в органы ЕС о своём желании быть признанными в качестве независимых государств; соответствовать разработанным критериям признания и быть готовыми к принятию всех обязательств, установленных в них; исполнить обязательства по обеспечению прав человека и национальных меньшинств, предусмотренных в проекте конвенции Конференции по Югославии; поддерживать работу ООН по урегулированию югославского кризиса.
Приведённые критерии носили рекомендательный характер, вместе с тем они сыграли ключевую роль в работе Арбитражной комиссии и при принятии странами Евросоюза решений о признании новых государств.

## Состав комиссии

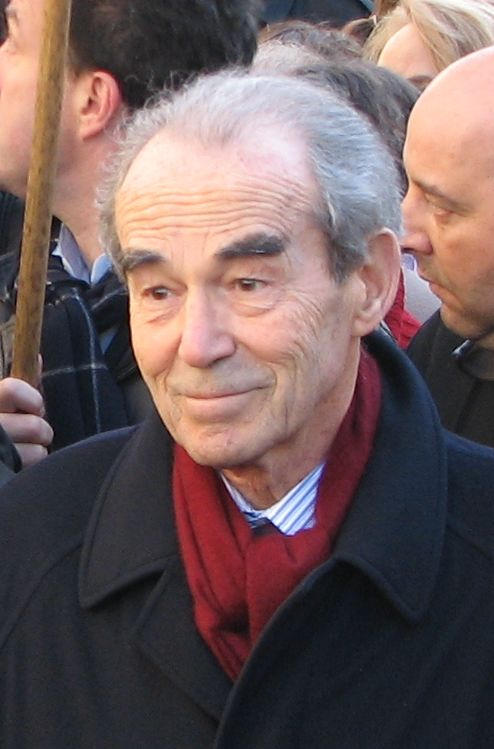
Робер Бадинтер, председатель Арбитражной комиссии

Согласно первоначальному мандату Арбитражная комиссия должна была состоять из пяти членов, назначаемых на паритетных началах совместно Европейским сообществом и Союзным правительством Югославии. Членами комиссии от Европейского сообщества были утверждены действующие председатели конституционных судов Франции, Германии и Италии, остальные два члена должны были быть назначены правительством Югославии. Ввиду того, что югославскому правительству из-за внутренних разногласий не удалось определиться с кандидатурами, три члена от Европейского сообщества самостоятельно назначили на оставшиеся вакантные должности председателей конституционных судов Испании и Бельгии.
В период деятельности с 1991 по 1992 год в состав комиссии входили:
- Робер Бадинтер — председатель Конституционного совета Франции (большинством членов избран председателем Арбитражной комиссии);
- Роман Герцог — председатель Федерального конституционного суда Германии;
- Альдо Коразанити — председатель Конституционного суда Италии;
- Франциско Томас Вальенте — председатель Конституционного суда Испании;
- Ирэн Петри — председатель Конституционного суда Бельгии.

В 1993 году, после прекращения существования прежней Югославии как государства, Арбитражная комиссия была вновь созвана по инициативе Европейского сообщества для дачи заключений № 11—15 в связи с оставшимися неразрешёнными вопросами между государствами-правопреемниками СФРЮ, но её состав теперь был сформирован следующим образом: трое членов назначались Советом министров ЕЭС из числа председателей и судей конституционных либо высших судов государств Евросоюза; четвёртый — назначался председателем Международного суда ООН из числа бывших судей суда либо лиц, обладающих соответствующей квалификацией; пятый — назначался председателем Европейского суда по правам человека из числа действующих судей. В случае возникновения спора между государствами относительно отдельного вопроса спорящие стороны в дополнение к постоянным членам могли предложить ввести в состав комиссии членов ad hoc, которые выбирались из числа действующих судей конституционных и иных высших судов государств-участников СБСЕ либо в порядке, предусмотренном для выбора четвёртого и пятого членов комиссии.
В последний состав комиссии входили:
- Робер Бадинтер — председатель Конституционного совета Франции (сохранил за собой должность председателя Арбитражной комиссии);
- Роман Герцог — председатель Федерального конституционного суда Германии;
- Франческо Паоло Казавола — председатель Конституционного суда Италии;
- Хосе Мария Руда — бывший председатель Международного суда ООН (1988—1991);
- Элизабет Пальм — судья Европейского суда по правам человека.

Члены Арбитражной комиссии в 1991—1993 годах:
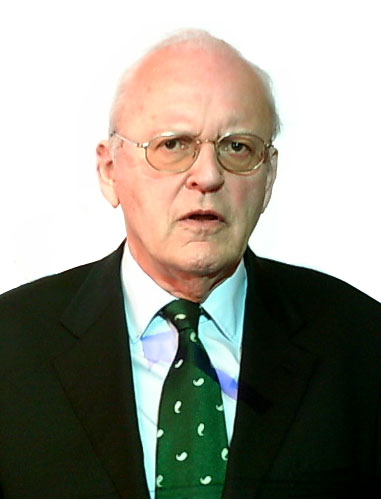
Роман Герцог
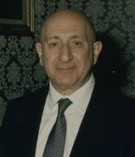
Альдо Коразанити
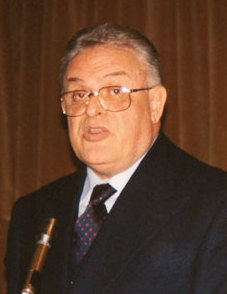
Франческо Паоло Казавола
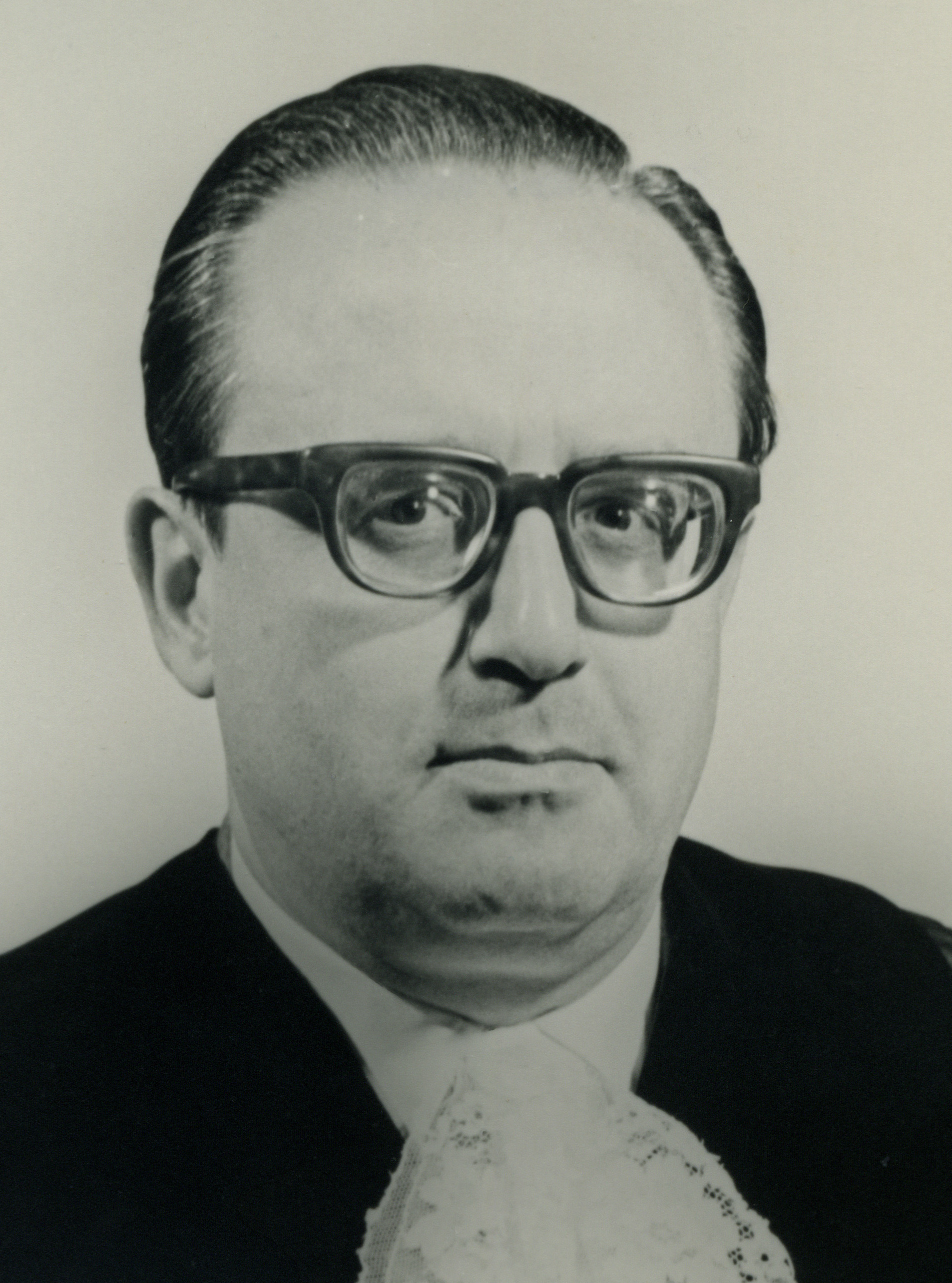
Хосе Мария Руда

## Деятельность комиссии
В период с конца 1991 года до середины 1993 года Арбитражная комиссия вынесла 15 заключений по основным правовым вопросам, связанным с распадом Югославии. Вопросы для комиссии по заключениям № 1—3, а также № 8—10 сформулировал и передал, начиная с 20 ноября 1991 года, председатель Конференции по Югославии лорд Карингтон. При этом вопросы по заключениям № 2—3 были изначально предложены правительством Республики Сербия, однако их формулировки были изменены лордом Карингтоном по своему усмотрению. Совет министров ЕЭС, в свою очередь, сформулировал вопросы по заключениям № 4—7 в ответ на заявления бывших югославских республик о необходимости их признания. Вопросы для заключений № 11—15 были подготовлены 20 апреля 1993 года сопредседателями Руководящего комитета МКБЮ в целях разрешения отдельных проблем, связанных с правопреемством бывших республик СФРЮ.
Компетенция Арбитражной комиссии дважды оспаривалась Сербией и Черногорией, которые считали, что выносимые консультативные заключения выходят за пределы предоставленных ей полномочий. В обоих случаях комиссия отклонила такие претензии и рассмотрела поставленные перед ней вопросы по существу. Со стороны же остальных югославских республик за время работы комиссии не поступило ни одного возражения.
При вынесении комиссией первых десяти заключений её арбитражная процедура не была детально регламентирована. В Декларации Европейского сообщества от 27 августа 1991 года указывалось лишь на то, что в рамках специально созванной для урегулирования югославского кризиса Конференции по Югославии должен быть создан арбитражный орган, куда будут передаваться все разногласия между спорящими сторонами, а также определялся способ формирования такого арбитража. Некоторая ясность в определении порядка работы комиссии была установлена в последующей Декларации Европейского сообщества от 3 сентября 1991 года, в которой уже предусматривалось, что требующие разрешения спорные вопросы перед Арбитражной комиссией будут ставиться председателем Конференции по Югославии, выводы органа в форме заключений подлежат оглашению также председателем Конференции. Иные правила процедуры арбитража устанавливались самими арбитрами, исходя из общих принципов и международной практики, сложившейся в данной области. Поскольку под арбитражем в международной практике традиционно понимался способ урегулирования споров между государствами путём обращения к посредникам и добровольного исполнения принятого ими решения, сам факт активного участия югославских республик в работе Конференции по Югославии означал их согласие с предложенной арбитражной процедурой, которая имела форму джентльменского соглашения.
В начале 1993 года Руководящим комитетом МКБЮ, во многом под влиянием ситуации с оспариванием Сербией и Черногорией компетенции Арбитражной комиссии, был принят регламент её работы и более точно определены полномочия. С этого момента Арбитражная комиссия осуществляла функции как по разрешению споров между государствами, переданных ей на рассмотрение по модели классического арбитража, так и по выдаче консультативных заключений по спорным вопросам, требующим авторитетного разъяснения. Такие полномочия были аналогичны полномочиям Международного суда ООН.

### Заключение № 1 (Распад СФРЮ)
29 ноября 1991 года комиссией было дано её первое заключение, касающееся статуса СФРЮ как международно-правового субъекта. На вопрос Карингтона, является ли после выхода большинства республик из состава федерации оставшийся союз Сербии и Черногории — СРЮ продолжателем прежней Югославии либо же СФРЮ более не существует и все республики являются равными её преемниками, Арбитражная комиссия заключила, что Социалистическая Федеративная Республика Югославия находится в процессе распада, поскольку Словения, Хорватия, Босния и Герцеговина и Македония заявили о своей независимости и прекратили всякое участие в совместных органах федерации, что не отвечает принципам построения федеративного государства. Поэтому общее государство фактически находится в стадии прекращения своего существования, а составляющие его республики должны решить между собой вопросы правопреемства.
По мнению отдельных исследователей, процесс распада СФРЮ начался сразу же после поражения югославской армии в Словении в июле 1991 года, а начавшийся вооружённый конфликт в Хорватии сделал процесс такого распада необратимым. Поэтому Европейскому сообществу следовало давно признать данный факт, а не вести переговоры до середины сентября 1991 года с представителями правительства СФРЮ о её будущем устройстве, тем более, что федеральные органы больше не обладали реальной властью над всей территорией страны. Существует мнение, что Европейское сообщество изначально не торопилось с выводами о распаде СФРЮ, поскольку не желало создавать опасный прецедент для полного распада СССР и создания там очага нестабильности по примеру югославского кризиса. Тем не менее последующий распад СССР не привёл к вооружённому конфликту между его государствами-преемниками, которым удалось достичь договорённости по всем ключевым вопросам мирным путём.
Идею о прекращении существования единого югославского государства особо активно поддерживали Словения и Хорватия, которыми уже были к тому времени приняты декларации о собственной независимости, Македония только провела референдум о независимости, а парламент Боснии и Герцеговины принял меморандум о суверенитете республики. Сербия, наоборот, пыталась всевозможными способами сохранить федерацию, указывая на то, что республики, которые провозгласили либо намеревались провозгласить независимость, на самом деле считаются вышедшими из состава СФРЮ, международная правосубъектность которой сохраняется ввиду участия в федерации оставшихся республик.
Арбитражная комиссия в обоснование своего вывода указала, что существование либо прекращение государства является вопросом факта, поэтому последствия признания этого факта другими государствами носят чисто декларативный характер. Государство определяется как сообщество, состоящее из территории и населения, подчинённое организованной политической власти, обладающее суверенитетом. Вместе с тем СФРЮ в связи с начавшимся политическим кризисом не имела эффективной власти, способной контролировать внутриполитическую ситуацию и составные части федерации. Кроме того, общие для федерации конституционные органы (Президиум, Скупщина, Союзный совет, Союзное исполнительное вече, Конституционный суд, федеральная армия) перестали представлять общие интересы всех республик, некоторые из которых отказались от участия в их формировании и работе. Применение силы привело к вооруженному конфликту между различными частями федерации, который унёс жизни тысяч людей и нанёс значительный ущерб и разрушения. Органы власти федерации и республик доказали свою неспособность обеспечить соблюдение режима прекращения огня во исполнение соглашения, заключённого под эгидой Европейского сообщества и ООН.

### Заключение № 2 (Самоопределение народов)
Арбитражная комиссия, рассматривая вопрос, имеет ли право сербское население в Хорватии и Боснии и Герцеговине как один из основных народов, составляющих югославскую федерацию, право на самоопределение, заключила, что внутренние границы между Сербией и Хорватией и Сербией и Боснией и Герцеговиной являются нерушимыми независимо от любых обстоятельств, поэтому право на самоопределение не может и не должно влечь за собой изменения уже существующих границ при получении государством независимости, кроме как в случаях, когда государства сами договорились об изменении своих границ, распространив тем самым действие принципа uti possidetis на ситуацию в Югославии. Арбитражная комиссия указала, что сербское население в Боснии и Герцеговине и Хорватии имеет право на все соответствующие права для меньшинств и этнических групп. При этом республики должны гарантировать членам этих меньшинств и этнических групп все основные права и свободы человека, признанные международным правом, включая право выбора своего гражданства.
Таким образом, комиссия утверждала, что сербское население имеет право исключительно на внутреннее самоопределение в рамках тех республик, где оно проживает, которое заключается в гарантиях защиты права на национальную идентичность, политическую автономию, возможность использования родного языка при получении образования и в других сферах, формирование и участие в местных органах власти (администрация, полиция, суды). Именно такой набор прав был предусмотрен в Разделе 2 «Особый статус» проекта конвенции, разработанной Конференцией по Югославии 4 ноября 1991 года под председательством лорда Карингтона. Такое самоопределение не предполагает права национальных меньшинств на сецессию из состава территории своего проживания и создание на этом месте независимого государства. Правом же на внешнее самоопределение обладают только составные части федеративного государства, поэтому возможность создания независимого государства принадлежит лишь шести бывшим югославским республикам в силу их конституционного статуса.
Отдельными авторами также отмечается, что отнесение в заключении права на самоопределение национальных меньшинств к нормам jus cogens является необоснованным, поскольку ни само международное право, ни практика Международного суда ООН не предусматривают такого. Анализ действующих международных правовых актов даёт основание полагать, что право на самоопределение национальных меньшинств является лишь нормой обычного международного права и что слишком рано ещё предполагать, что оно обрело характер норм jus cogens. Подобная трактовка, предложенная Арбитражной комиссией, вызывает определённые противоречия.

### Заключение № 3 (Границы)

В 1992 году административные границы между бывшими республиками СФРЮ стали международными, кроме границы между Сербией и Черногорией

Отвечая на вопрос лорда Карингтона, могут ли внутренние границы между Хорватией и Сербией, а также между Боснией и Герцеговиной и Сербией считаться границами с точки зрения международного публичного права, Арбитражная комиссия, применяя принцип uti possidetis к границам бывших югославских республик, сослалась на решение Международного суда ООН от 22 декабря 1986 года по делу Буркина-Фасо и Мали (спор о границе), где uti possidetis признаётся в качестве общего принципа международного права, применимого абсолютно к любому государству. Поэтому изменение внутренних границ возможно только по обоюдному соглашению между составными частями федерации. Если такого соглашения нет, то прежние границы становятся границами, охраняемыми международным правом.
Австралийский юрист Питер Радан подверг критике толкование Арбитражной комиссией в Заключении № 3 положений Конституции СФРЮ. Помимо указания на общий характер принципов международного права, Комиссия Бадинтера стремилась обосновать актуальность применения принципа uti possidetis, ссылаясь на статью 5 Конституции Югославии 1974 года. Комиссия заявила, что данный принцип тем более применим к республикам, поскольку во втором и четвёртом пунктах статьи 5 Конституции СФРЮ говорится, что территории и границы республик не могут быть изменены без их согласия.
(1) Территория Социалистической Федеративной Республики Югославии единая, в её состав входят территории социалистических республик.

(2) Территория республики не может быть изменена без согласия республики, а территория автономного края — и без согласия автономного края.

(3) Границы Социалистической Федеративной Республики Югославии не могут быть изменены без согласия всех республик и автономных краёв.

(4) Границы между республиками могут быть изменены лишь на основании соглашения между ними, а если идёт речь о границе автономного края, то и с его согласия.
По мнению Питера Радана, Комиссия Бадинтера выборочно процитировала статью 5 югославской конституции без учёта системной взаимосвязи её остальных положений. Обосновывая свои выводы ссылками исключительно на пункты 2 и 4 статьи 5 Конституции СФРЮ, комиссия проигнорировала положения пунктов 1 и 3. Таким образом, оправдание распада СФРЮ и изменения её международных границ произошло в нарушение пунктов 1 и 3. Радан утверждает, что территориальная целостность республик и неприкосновенность их границ, упомянутые в пунктах 2 и 4 статьи 5 Конституции, применяются только в контексте единого югославского государства, чья собственная территориальная целостность и границы остаются неизменными. По мнению Радана, республика, пытающаяся нарушить положения пунктов 1 и 3 статьи 5 Конституции, не может ссылаться на гарантии, содержащиеся в пунктах 2 и 4. При таких обстоятельствах, по утверждению Радана, противоречивые выводы Арбитражной комиссии не могут служить основанием считать старые административные границы международными без возможности их пересмотра не иначе, как только на основании соглашений между республиками.
Вместе с тем при анализе заключения комиссии становится очевидным, что применение принципа uti possidetis к внутренним административным границам республик продиктовано исключительно целями защиты территориальной целостности составных частей югославской федерации, отдельные из которых уже были охвачены войной в связи с территориальными спорами. Применение таких правил давало бывшим республикам возможность самостоятельно решить свою судьбу, реализовав право на самоопределение, будь то в форме независимого государства либо интеграции в конфедерацию государств. В ситуации с Югославией принцип uti possidetis был применён впервые вне процессов деколонизации и в отношении федеративного государства.

### Заключение № 4 (Босния и Герцеговина)
Комиссии был задан вопрос о том, следует ли признать независимость Боснии и Герцеговины. В своём заключении от 11 января 1992 года Арбитражная комиссия указала на необходимость воздержаться от признания, поскольку в отличие от других югославских республик, стремящихся к независимости, Босния и Герцеговина ещё не провела референдум о независимости. При этом комиссия также отметила, что меморандум о суверенитете республики, принятый 15 октября 1991 года парламентом СР Боснии и Герцеговины, нельзя считать надлежащим волеизъявлением всех народов, населяющих республику, поскольку делегация боснийских сербов не принимала участия в голосовании, а само сербское население на отдельном референдуме высказалось за сохранение единого югославского государства.

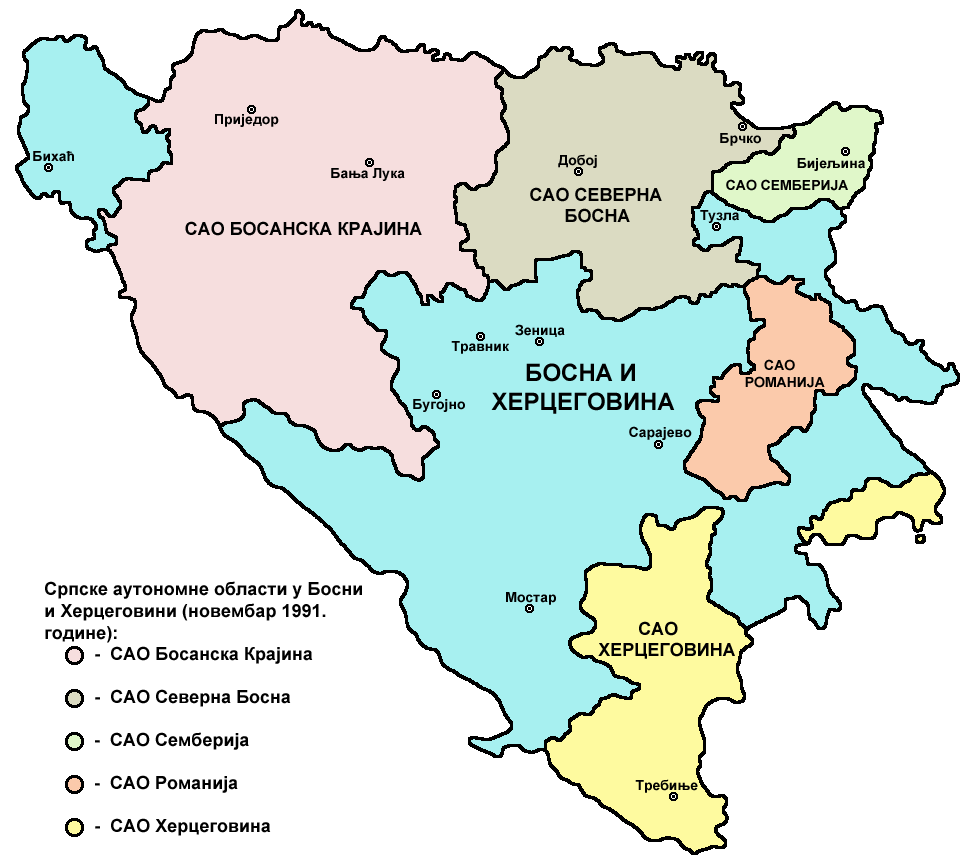
Сербские автономные области на территории Боснии и Герцеговины (ноябрь 1991 года)

После вынесенного комиссией заключения мусульманская и хорватская делегации в парламенте инициировали проведение референдума о независимости, проходившего с 29 февраля по 1 марта 1992 года. По результатам референдума явка составила 63 %, при этом 99 % голосов было отдано за независимость республики. Боснийские сербы, составлявшие 31 % населения Боснии и Герцеговины, референдум бойкотировали и участие в голосовании не принимали.
После проведённого референдума независимость страны была признана 6 апреля 1992 года Европейским союзом, 7 апреля — США, а вслед за ними в апреле того же года — Россией. 22 мая 1992 года государство было принято в ООН. Страны Евросоюза и США были убеждены, что скорейшее признание независимости Боснии и Герцеговины предотвратит начало вооружённого конфликта, поскольку аналогичное признание Хорватии и создание Сил ООН по охране в начале 1992 года привели к некоторому успокоению ситуации на хорватских спорных территориях.
По мнению многих исследователей, международно-правовое признание в 1992 году Боснии и Герцеговины было преждевременным, поскольку эта республика в тот момент не отвечала критерию эффективного государства и не контролировала бо́льшую часть своей территории. Также отмечается, что придание Боснии и Герцеговине статуса государства посредством института международного признания в таких условиях представляло юридическую фикцию.
Между тем словенский юрист и дипломат Данило Тюрк считает, что поспешное признание Боснии и Герцеговины не было политической ошибкой, а наоборот, носило справедливый и разумный характер. По его мнению, однако, для развивающегося государства в ситуации зарождающегося политического кризиса лишь одного формального признания со стороны международного сообщества и установления с ним дипломатических отношений недостаточно. Международное сообщество, в том числе и созванная Конференция по Югославии, должно было гарантировать обеспечение защиты независимости Боснии и Герцеговины и не дать возможности для дальнейшей эскалации конфликта внутри страны. Однако такая поддержка и защита не были своевременно оказаны. Это упущение связано, по утверждению Тюрка, с разногласиями ведущих держав в вопросе способа урегулирования югославского кризиса и их неготовностью в тот момент применять силу для защиты независимости Боснии и Герцеговины.
Некоторые исследователи склоняются к тому, что кровопролитная война, начало которой совпало с процессом преждевременного признания государственности Боснии и Герцеговины, стала его неизбежным последствием. Председатель Конференции по Югославии лорд Карингтон также высказывал мнение, что именно поспешное признание Боснии и Герцеговины привело к обострению гражданской войны.

### Заключение № 5 (Хорватия)

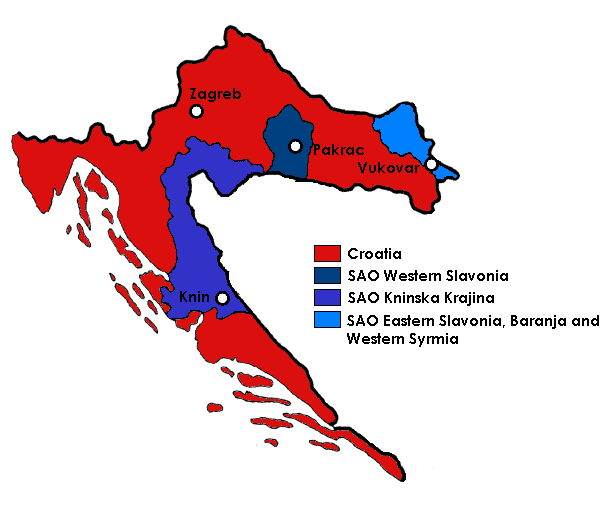
Сербские автономные области на территории Хорватии (1990 год)

Рассмотрев заявление Хорватии о признании её независимости, комиссия изначально склонялась к тому, что независимость республики ещё не может быть признана, поскольку новая Конституция Хорватии не предусматривала полноценных гарантий защиты национальных меньшинств, требуемой Европейским сообществом. В частности, принятый парламентом Хорватии Конституционный закон от 4 декабря 1991 года содержал не все положения о правах человека и национальных меньшинств, необходимость включения которых была определена в Разделе 2 «Особый статус» проекта конвенции, разработанной Конференцией по Югославии 4 ноября 1991 года. Данный проект предусматривал существенную автономию для меньшинств в отношении местного самоуправления, местных правоохранительных органов и судебной системы, системы образования и других вопросов местного значения.
В ответ на это президент Хорватии Франьо Туджман направил Роберу Бадинтеру письмо с личным заверением, что все указанные замечания будут устранены. С учётом такого заверения Арбитражная комиссия 11 января 1992 года вынесла заключение о соответствии Хорватии критериям признания с оговоркой, что международное признание её независимости возможно только после того, как Конституционный закон от 4 декабря 1991 года будет дополнен положениями о правах национальных меньшинств, рекомендованных Конференцией по Югославии.
Вместе с тем страны Евросоюза, несмотря на такую оговорку, решили признать 15 января 1992 года Хорватию вместе со Словенией, которая, в свою очередь, безоговорочно удовлетворяла всем критериям признания. Такая ситуация возникла в результате оказания давления на страны Евросоюза со стороны Германии, занимавшей активную позицию в лоббировании интересов Хорватии.
Исследователями отмечается, что страны Евросоюза преждевременно признали государственность Хорватии, которая на момент её признания не отвечала всем заявленным самим же Европейским сообществом критериям и демократическим ценностям. Даже лорд Карингтон, председательствовавший на мирной конференции, высказал мнение, что неуместно быстрое признание Хорватии сделало дальнейший переговорный процесс между хорватами и сербами по поводу автономии Сербской Краины бессмысленным, поскольку независимость Хорватии уже больше ничем не обуславливалась.

### Заключение № 6 (Македония)

Флаг Македонии, принятый в 1992 году, с изображением Вергинской звезды вызвал протесты со стороны Греции из-за идентичности его с флагом греческой провинции

Комиссия рекомендовала Европейскому сообществу принять просьбу Республики Македонии о её признании, поскольку республика предоставила необходимые гарантии уважения прав человека, а также международного мира и безопасности. Тем не менее Европейское сообщество изначально неохотно приняло такие рекомендации из-за несогласия Греции по поводу названия нового государства и используемой символики, такой же как у греческой провинции Македония.
Македония и Словения были единственными из шести югославских республик, которые полностью удовлетворяли всем критериям признания, заявленным Европейским сообществом. В заключении комиссии от 11 января 1992 года указано, что Македония гарантирует уважение территориальной целостности соседней Греции и не имеет к ней никаких территориальных претензий и враждебной настроенности. Само по себе использование наименования «Македония» не означает, что республика претендует либо будет претендовать на часть греческой территории, тем более что, как заключила комиссия, в Конституцию Македонии внесена поправка, запрещающая изменять границы республики, если это противоречит международному праву.
Сразу после вынесенного заключения независимость республики была признана только Турцией, Болгарией, Словенией, Хорватией и Литвой. На саммите Евросоюза в Лиссабоне 26—27 июня 1992 года Европейский совет заявил о готовности признать республику, если её наименование не будет включать термин «Македония». Президент Македонии Киро Глигоров отверг такое предложение, поскольку оно ставило под сомнение самоидентификацию государства на международной арене и его национальное достоинство.
Россия признала Македонию под её конституционным наименованием в августе 1992 года. Признание со стороны других государств началось только после того, как в 1993 году ООН признала независимость республики под компромиссным названием «Бывшая Югославская Республика Македония». Указанное название долгое время использовалось в качестве официального на международном уровне для обозначения страны. Окончательно спор о наименовании республики был урегулирован подписанием 12 июня 2018 года правительствами Греции и Македонии Преспанского договора, по которому республика обязалась провести референдум о своём переименовании. По результатам референдума 12 февраля 2019 года государство было переименовано в Республику Северная Македония.

### Заключение № 7 (Словения)
Арбитражная комиссия в своём заключении от 11 января 1992 года рекомендовала Европейскому сообществу признать Словению как полностью соответствующую всем критериям признания, определённым в Декларации о Югославии и Руководящих принципах ЕС для признания новых государств в Восточной Европе и на территории Советского Союза. Комиссия отметила, что правовая система Словении построена на уважении прав человека, соблюдении верховенства закона и гарантий демократического режима; республика обязалась соблюдать основополагающие нормы международного права и территориальную целостность соседних стран.

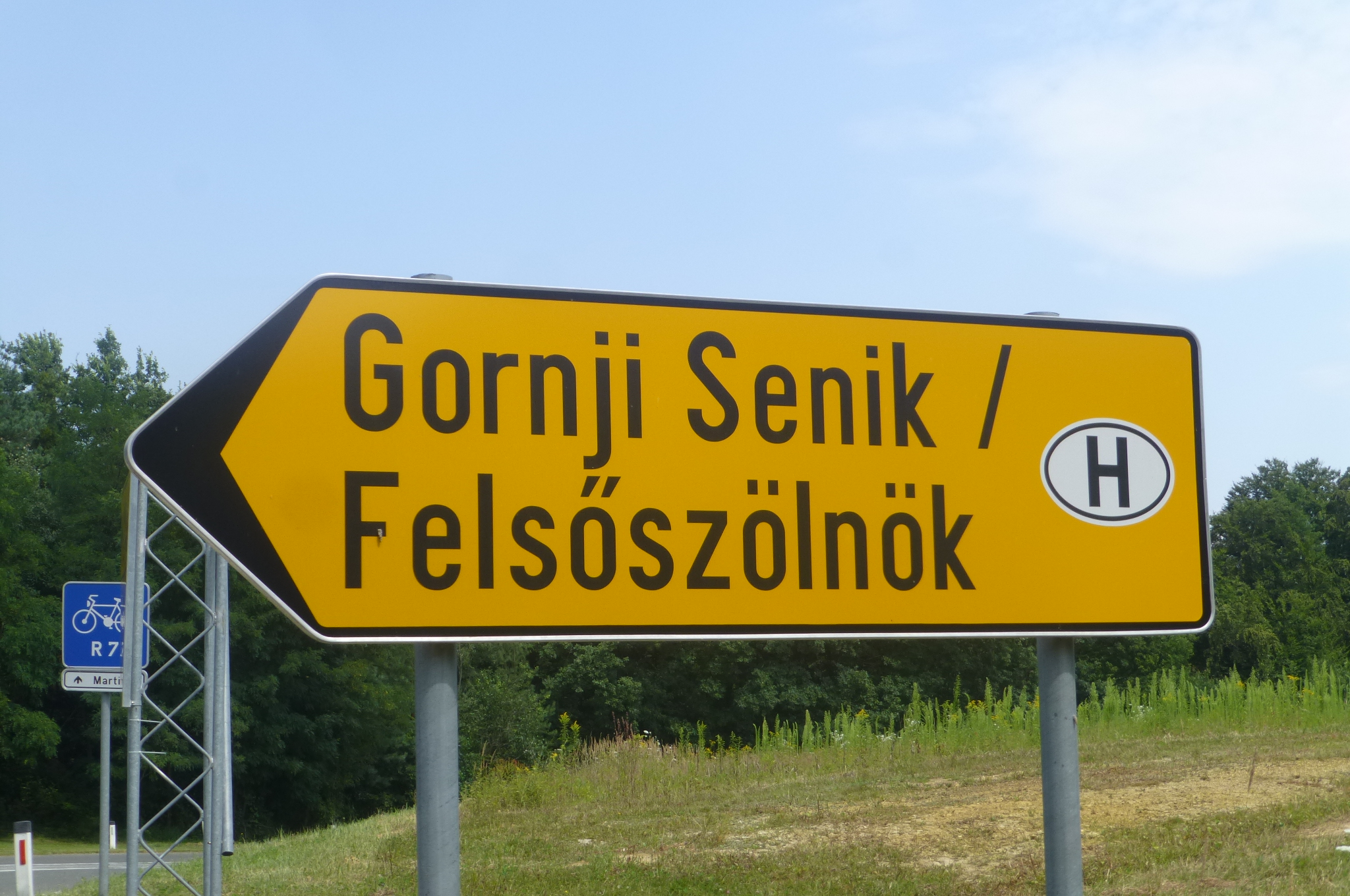
Двуязычный указатель одновременно на словенском и венгерском языках в Прекмурье

Особо подчёркивалось, что Конституция Словении гарантирует ряд конкретных прав итальянскому и венгерскому меньшинствам, таких как право на национальные эмблемы, национальную идентичность и образование на их родном языке, право на политическую автономию и минимальное представительство в центральных или местных органах власти, право вето на правила относительно статуса этих меньшинств. Итальянскому и венгерскому населению обеспечиваются использование и защита их языка наравне со словенским.
Независимость Словении странами Евросоюза была признана 15 января 1992 года одновременно с признанием Хорватии. Первой неевропейской страной, которая признала Словению, стала Канада (15 января 1992 года), затем — Австралия (16 января 1992 года). Признание Россией последовало 14 февраля 1992 года, а Соединёнными Штатами — 7 апреля 1992 года.
Данило Тюрк отмечает, что Словения уже начиная с июля 1991 года удовлетворяла всем традиционным критериям государственности, однако оставалась долгое время непризнанной — со стороны Европейского сообщества вплоть до середины января 1992 года, а со стороны США до апреля 1992 года. При этом Босния и Герцеговина, которая вообще не отвечала критериям эффективного государства, практически сразу же после объявления своей независимости была признана мировым сообществом и принята в состав ООН.

### Промежуточное решение (первое оспаривание компетенции)
Сомнений в компетентности Арбитражной комиссии при вынесении первых семи заключений не возникало ни у одной из югославских республик. 18 мая 1992 года лорд Карингтон предложил комиссии рассмотреть вопросы о том, завершён ли процесс распада СФРЮ, каким образом должны решаться проблемы правопреемства между югославскими республиками и каков статус федеративного объединения Сербии и Черногории с точки зрения соответствия критериям признания.
С поставленными вопросами категорически не согласились Сербия и Черногория. В совместном заявлении президента Сербии Слободана Милошевича и президента Черногории Момира Булатовича от 8 июня 1992 года республики оспорили компетенцию Арбитражной комиссии рассматривать такие вопросы, указав, что Европейское сообщество не было уполномочено на это Брионским соглашением, любые разногласия между республиками должны разрешаться посредством совместных соглашений, а при недостижении соглашения все споры подлежат передаче в Международный суд ООН.
Отвечая на представленные возражения, Арбитражная комиссия, ссылаясь на практику Международного суда ООН (спор между Гвинеей-Биссау и Сенегалом 1989 года, дело Ноттебома), заключила, что вправе самостоятельно рассмотреть вопрос о своей компетенции, поскольку соглашением сторон была наделена функциями арбитражного судебного органа. Комиссия указала, что она учреждена не на основании Брионского соглашения, а совместным заявлением по Югославии, сделанным на внеочередном заседании Совета министров Европейского сообщества 27 августа 1991 года в целях создания арбитражной процедуры для урегулирования югославского кризиса. Позже, на открытии Мирной конференции 7 сентября 1991 года, указанное решение было поддержано всеми шестью югославскими республиками, которые в том числе достигли соглашения о порядке арбитражной процедуры, составе арбитров и о том, что спорные вопросы будут подготовлены и переданы на рассмотрение председателем Конференции по Югославии. Следует также принять во внимание, что три первых вопроса для комиссии впервые были предложены Республикой Сербией. Ни одна из республик в тот момент не усомнилась в мандате Арбитражной комиссии рассматривать спорные вопросы и выносить консультативные заключения. Учитывая, что Арбитражная комиссия специально была создана для дачи юридических заключений в рамках Мирной конференции по Югославии, которая имела миссию по восстановлению мира в регионе, у неё не было убедительных причин для отклонения поступивших запросов и отказа выполнять свои арбитражные функции.
4 июля 1992 года комиссия отклонила возражения Сербии и Черногории относительно своей компетенции давать заключения по трём дополнительным вопросам, поступившим от лорда Карингтона, в результате чего были сформулированы заключения № 8, 9 и 10.

### Заключение № 8 (Завершение процесса распада СФРЮ)
После того как в первом заключении комиссия пришла к выводу, что СФРЮ находится в процессе распада, лорд Карингтон 18 мая 1992 года обратился с письмом к Роберу Бадинтеру, в котором спросил, можно ли считать такой распад уже состоявшимся. 4 июля 1992 года в своём заключении Арбитражная комиссия решила, что юридический процесс распада СФРЮ завершён и поэтому такого государства больше не существует.
Придя к этому выводу, комиссия сделала три важных утверждения: во-первых, большинство югославских республик стремились к независимости от федерации; во-вторых, вся территория, прежде занятая СФРЮ, была уже под контролем новых суверенных государств (республики обрели свою государственность); и в-третьих, недавно сформированная Союзная Республика Югославия (Сербия и Черногория) не могла считаться продолжением СФРЮ. Также ею было замечено, что практически все югославские республики, недавно получившие независимость, уже признали друг друга в качестве независимых государств, а федеральные органы власти больше не функционировали в прежнем режиме. Кроме того, в резолюциях Совета Безопасности ООН, принятых в 1992 году, содержались ссылки с указанием на «бывшую СФРЮ».
Такое видение событий не признала сербская сторона, указав, что СФРЮ не распадалась, поскольку Словения, Хорватия и Босния и Герцеговина всего лишь отделились от федерации при помощи силы, в то время как в случае с Македонией такое отделение являлось мирным, а Сербия и Черногория и вовсе сохранили своё участие в составе федерации. С момента создания ООН существовала последовательная тенденция в пользу сохранения международной правосубъектности государства в случае отделения от него составных частей (например, отделение Пакистана от Индии, Бангладеш от Пакистана, Сирии от Объединённой Арабской Республики, Эритреи от Эфиопии). Несогласие также было с мнением комиссии, что одним из признаков распада СФРЮ является прекращение функционирования федеральных органов власти, поскольку аналогичный крах государственной власти, например в Афганистане, Албании или Сомали, не считается основанием полагать, что такие государства прекратили своё существование. В свою очередь Слободан Милошевич считал, что решение об упразднении СФРЮ не может быть принято в рамках международной конференции в связи с тем, что это представляет собой вмешательство в её конституционное устройство. Подобное решение должны принимать только те субъекты, которыми было создано это государство.

### Заключение № 9 (Решение проблем правопреемства государств)
Комиссия рассмотрела 4 июля 1992 года вопрос о правопреемстве государств в результате прекращения существования СФРЮ. В заключении отмечено, что вопрос правопреемства должен быть решён на основе взаимного соглашения между всеми государствами-преемниками со справедливым разделением международных активов и обязательств бывшей СФРЮ, опираясь на принципы, закреплённые в Венских конвенциях 1978 и 1983 годов. При этом членство СФРЮ в международных организациях, включая участие в ООН, не может быть продолжено ни одним государством-преемником, вместе с тем каждое такое государство вправе заново подать заявку на членство в международных организациях. Всё имущество бывшей СФРЮ, находящееся за рубежом, подлежит равному разделению между всеми государствами-преемниками, остальные активы и долговые обязательства также должны быть справедливо распределены между ними. В случае возникновения затруднений республики должны прибегнуть к способам мирного разрешения международных споров в соответствии с требованиями Устава ООН. Отдельно комиссией отмечено, что поскольку заданный ей вопрос о правопреемстве не содержал конкретных обстоятельств, она не вправе на данном этапе высказываться о возможных трудностях, которые могут возникнуть в связи с правопреемством бывшей Югославии.
Комиссия также сослалась на заявление Европейского совета, сделанное на заседании, проходившем 27 июня 1992 года в Лиссабоне, в соответствии с которым Европейское сообщество отказывалось признавать федеративное объединение Сербии и Черногории в качестве единственного правопреемника бывшей СФРЮ и потребовало приостановить полномочия югославской делегации в СБСЕ и других международных организациях.
К разрешению более конкретных проблем правопреемства между бывшими югославскими республиками Арбитражная комиссия вернулась в 1993 году, высказав свои консультативные мнения в заключениях № 11—15.

### Заключение № 10 (Союзная Республика Югославия — Сербия и Черногория)

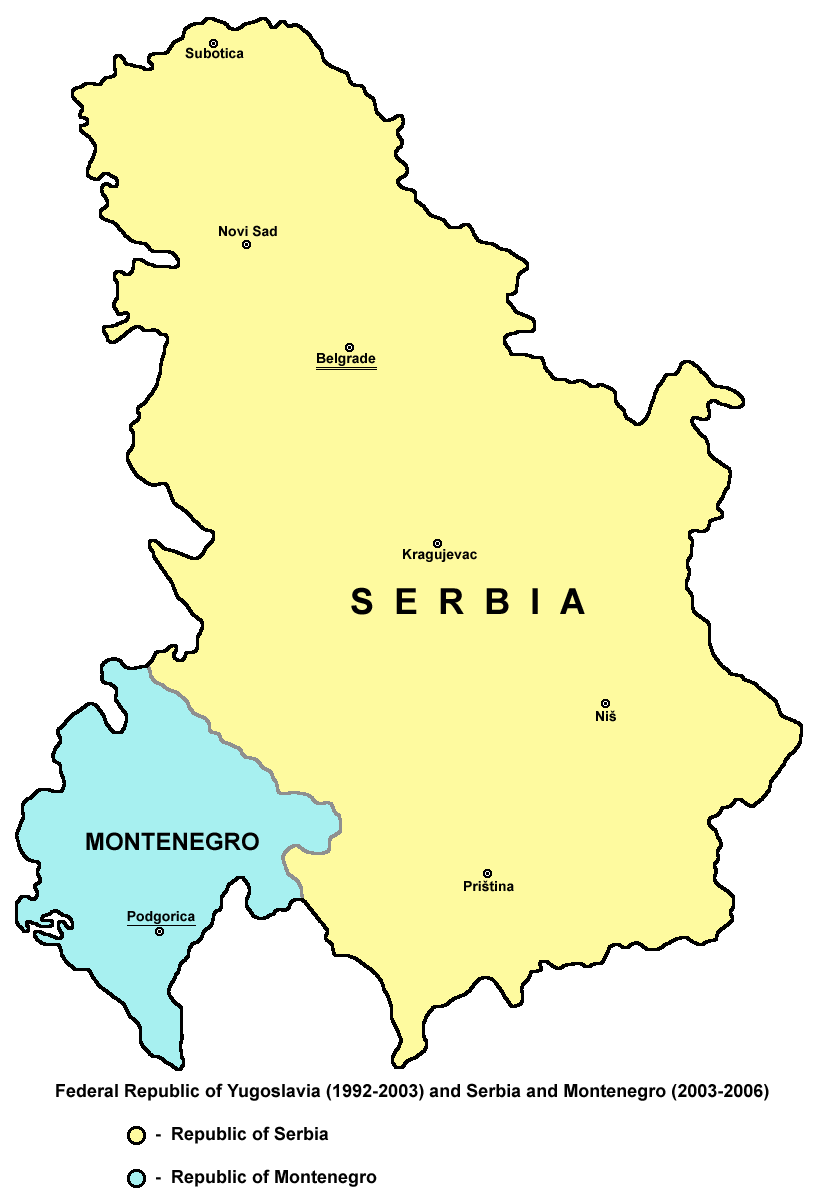
Союзная Республика Югославия (Сербия и Черногория)

27 апреля 1992 года Сербия и Черногория объединились в Союзную Республику Югославию, приняв новую конституцию. Председатель Конференции по Югославии лорд Карингтон, посчитав такое образование совершенно новым государством с точки зрения международного права, обратился за соответствующими разъяснениями в Арбитражную комиссию.
Комиссия, рассмотрев поставленный ей вопрос, 4 июля 1992 года пришла к выводу, что союз Сербии и Черногории — СРЮ — юридически не может считаться продолжателем бывшей СФРЮ, такое образование действительно является новым государством. Таким образом, Европейское сообщество не должно автоматически признавать СРЮ, к которой подлежат применению те же критерии, что и для признания других государств, вышедших из состава бывшей СФРЮ.
Правительства Сербии и Черногории ещё в декабре 1991 года высказали Европейскому сообществу собственную позицию относительно вопроса о международном признании независимости своих республик. По их мнению, Сербия и Черногория приобрели международно-признанную государственность ещё на Берлинском конгрессе 1878 года, когда существовавшие в тот момент великие державы признали их независимость и суверенитет. После этого они в 1918 году вошли в состав Королевства сербов, хорватов и словенцев, позднее переименованного в Югославию. Поэтому суверенитет и международная правосубъектность их государств не перестали существовать, а в первозданном виде стали частью новой объединённой Югославии. По утверждению Сербии и Черногории, повторного признания их государственности в таком случае не требовалось.
Вместе с тем международное сообщество посчитало, что СРЮ (Сербия и Черногория) не может ipso facto использовать признание бывшей СФРЮ и пользоваться её членством в международных организациях. В частности, на основании Резолюции № 777 (1992) Совета Безопасности ООН, утверждавшей о прекращении существования СФРЮ, Генеральная Ассамблея ООН приняла решение о непризнании за СРЮ членства бывшей СФРЮ и приостановила её участие в работе ассамблеи, затем также в работе ЭКОСОС. Республике была предоставлена возможность обратиться с новой заявкой на членство в ООН. Несмотря на это, с 1992 по 2000 год СРЮ упорно отказывалась повторно подавать заявку, при этом Секретариат ООН разрешил прежней югославской миссии продолжить работу в остальных органах ООН и аккредитовал представителей СРЮ в составе миссии бывшей СФРЮ.
По мнению бывшего представителя СРЮ в ООН Владислава Йовановича, решения, принятые Советом Безопасности и Генеральной Ассамблеей, не имели правовых оснований, поскольку Устав ООН не предусматривает возможности приостановления участия государства в работе только её отдельных органов. Возможно либо полное приостановление членства государства, либо вовсе исключение его из состава членов ООН. Соответственно, для применения таких мер ООН должна была бы тогда в первую очередь признать прямую преемственность между СФРЮ и СРЮ, поскольку несуществующее государство невозможно исключить из состава ООН либо приостановить его членство. Как указывает Йованович, лишение СРЮ возможности полноценно участвовать в работе ООН и других международных организаций представляло собой грубое нарушение норм международного права и было продиктовано скорее политическими соображениями, чем правовыми.
Сравнивая распад СФРЮ с распадом СССР, отдельные исследователи (Мэттью Крейвен, Роланд Рич) отмечают, что в отличие от России, которая международным сообществом признана в качестве единственного продолжателя бывшего СССР, СРЮ в признании за ней такого статуса отказано практически единогласно. Это связано с тем, что при распаде СФРЮ из состава федерации вышли те субъекты, которые в совокупности охватывали бо́льшую часть территории и населения некогда общей страны. Территория оставшегося союза Сербии и Черногории — СРЮ — включала в себя только 40 % территории бывшей СФРЮ, а население — 45 % (10,5 млн человек). Напротив, территория РСФСР (России) составляла 76 % всей территории СССР, а численность её населения — 51 % (148 млн человек). Соответственно, поскольку СРЮ не представляла бо́льшую часть территории и населения бывшей СФРЮ, она не могла единолично претендовать на роль её продолжателя. Также указывается на то, что продолжение членства России в ООН было поддержано остальными государствами-преемниками СССР, при этом у бывших югославских республик отсутствовал аналогичный консенсус, они, наоборот, настаивали на равном правопреемстве всех республик СФРЮ. Ещё один аргумент заключается в том, что непрерывность участия России вместо СССР в работе ООН гарантировало международную стабильность, а поведение Сербии и Черногории в то время, наоборот, угрожало миру и безопасности в регионе, что уже повлекло за собой введение международных санкций.
Владислав Йованович, напротив, считает, что не существует нормы международного права, запрещавшей СРЮ сохранение международной правосубъектности бывшей СФРЮ. Сокращение территории и населения, изменение конституционного строя или другие внутренние изменения не влияют на международную правосубъектность государства. СРЮ продолжала поддерживать дипломатические отношения практически со всеми государствами, которые ранее поддерживали дипломатические отношения с бывшей СФРЮ, без заключения с ними новых соглашений, а также до приостановления членства в работе Генеральной Ассамблеи ООН в сентябре 1992 года активно участвовала в работе ООН, включая регулярное голосование. Помимо этого, СРЮ продолжала исполнять все международные обязательства СФРЮ как свои собственные. Поэтому, по мнению Йовановича, имелись достаточные основания утверждать, что СРЮ продолжила преемственность бывшей СФРЮ, которая была необоснованно проигнорирована.
Союзная Республика Югославия была принята в состав ООН как полноправный член только в 2000 году.

### Повторное оспаривание компетенции
В начале 1993 года Международная конференция по бывшей Югославии обратилась в Арбитражную комиссию для вынесения заключений по вопросам правопреемства между бывшими югославскими республиками, а также решения судьбы общего имущества, прежде принадлежавшего СФРЮ. В отличие от вопроса, заданного по Заключению № 8, на этот раз вопросы, адресованные комиссии, были более конкретными. В частности, спрашивалось об определении дат правопреемства в отношении каждой из республик, принципах распределения государственного имущества, архивов и долгов бывшей СФРЮ, урегулировании ответственности за ущерб, нанесённый войной, а также вопросах, касающихся статуса и имущества Народного банка СФРЮ и центральных банков республик.
30 апреля 1993 года Союзная Республика Югославия направила письмо о своём несогласии с компетенцией Арбитражной комиссии решать вопросы правопреемства. Позиция СРЮ заключалась в том, что Арбитражная комиссия, являясь консультативным органом, не может окончательно разрешать проблемы правопреемства; её предшествующие заключения сделаны в условиях нарушения действовавшего мандата и согласованной процедуры, которые можно расценивать как вмешательство во внутренние дела государств; все споры, возникающие в отношении разделения имущества и долгов, следует разрешать по соглашению сторон либо посредством обращения в Постоянную палату третейского суда или специализированный арбитраж, созданный в соответствии с международным правом, а не исходя из политического заявления, как была сформирована Арбитражная комиссия Бадинтера; и наконец, заключения комиссии носят доктринальный характер и не являются правовым основанием для принуждения сторон к исполнению её решений. Соответственно, СРЮ заявила, что любые принятые комиссией заключения заранее являются для неё недействительными и необязательными к исполнению, поскольку она не давала согласия на такое арбитражное посредничество.
Арбитражная комиссия не стала давать официальный ответ на возражения СРЮ посредством принятия промежуточного решения, вместо этого отдельные члены комиссии в порядке ex officio высказали своё мнение относительно заявленных претензий о компетенции. В указанном мнении отмечено, что 27 января 1993 года Руководящим комитетом МКБЮ утверждён новый регламент работы Арбитражной комиссии, в котором предусмотрено, что она вправе как разрешать споры между заинтересованными сторонами с их согласия, так и давать консультативные заключения по проблемным вопросам. Шесть вопросов, касающихся определения порядка правопреемства, были переданы ей как раз с целью получения консультативного заключения, а не для разрешения споров между государствами. Компетенция комиссии по даче консультативных заключений возникла не с согласия заинтересованных сторон, а от простого факта обращения к ней сопредседателей МКБЮ для того, чтобы предоставить им информацию, необходимую для принятия решений в рамках конференции. Кроме того, заключения носят рекомендательный и общий характер, представляют собой вспомогательное средство по отношению к нормам международного права. В случае, если стороны не смогли прийти к соглашению в своих переговорах, они вправе передать спор для разрешения либо в Арбитражную комиссию, либо любому другому судебному или арбитражному органу по своему выбору.
Исследователи считают, что СРЮ изначально молчаливо признала консультативную функцию Арбитражной комиссии в силу своего участия в работе Конференции по Югославии. Однако поскольку мандат и состав комиссии в 1993 году были изменены, а СРЮ с июня 1992 года последовательно выступала против работы Арбитражной комиссии, делается вывод, что её консультативная юрисдикция должна была осуществляться также по согласованию с СРЮ.
После отклонения возражений Арбитражная комиссия 16 июля и 13 августа 1993 года вынесла заключения № 11—15.

### Заключение № 11 (Определение дат правопреемства)
Отвечая на вопрос сопредседателей Руководящего комитета МКБЮ, в какой день (дату) произошло правопреемство в отношении каждой из республик, вышедших из состава СФРЮ, Арбитражная комиссия пришла к следующим выводам: Хорватия и Словения обрели государственность 8 октября 1991 года (дата окончания моратория для вступления в силу деклараций о независимости в соответствии с Брионским соглашением), Македония — 17 ноября 1991 года (дата принятия Конституции Македонии), Босния и Герцеговина — 6 марта 1992 года (дата окончательного подведения итогов референдума о независимости), СРЮ — Сербия и Черногория — 27 апреля 1992 года (дата принятия Конституции СРЮ).
Исследователи отмечают, что хронология дат правопреемства, предложенная комиссией в 1993 году, противоречит её же выводам, данным в Заключении № 1 от 29 ноября 1991 года. В указанном заключении говорилось о полном распаде СФРЮ на независимые государства, что само по себе предполагает возникновение этих государств в одно и то же время. Вместе с тем комиссия указывает различные даты возникновения государственности у республик. Получается, что Словения, Хорватия и Македония возникли в результате отделения от СФРЮ, и только Босния и Герцеговина и Союзная Республика Югославия действительно возникли после того, как процесс распада СФРЮ был завершён. Поэтому предложенная Арбитражной комиссией хронология является произвольной и не делает принципиальных различий между разными способами возникновения государств: путём отделения от другого государства либо в результате его распада. Приведённые различные сроки обретения независимости несомненно усложнили возникшие на постъюгославском пространстве вопросы правопреемства.

### Заключение № 12 (Принципы распределения государственного имущества, архивов и долгов при отказе государств от сотрудничества)
Перед комиссией был поставлен вопрос о путях решения проблем, возникших в связи с неучастием Союзной Республики Югославии в работе Рабочей группы МКБЮ по вопросам правопреемства в отношении активов и долгов бывшей СФРЮ. В частности, вопрос касался того, какие принципы должны применяться при разделе государственной собственности, архивов и долгов в случае отказа государств сотрудничать между собой, и какие защитные меры могут быть предприняты остальными государствами.
Арбитражная комиссия в заключении от 16 июля 1993 года, отвечая на поставленный вопрос, указала, что заинтересованные государства должны достичь справедливого результата путём переговоров и договорённостей между собой. Если государство отказывается от сотрудничества в нарушение своего обязательства, оно должно нести международную ответственность за ущерб, который будет нанесён в результате такого неучастия. Государства, которым причинён ущерб, могут применять к правонарушителю ненасильственные контрмеры в соответствии с международным правом. Однако факт отказа от сотрудничества не освобождает другие государства от обязанности консультироваться с каждым из заинтересованных государств для достижения полноценного и справедливого результата, сохраняя при этом также права несотрудничающего государства. Любое соглашение, достигнутое договаривающимися сторонами, не должно затрагивать прав третьих лиц, которые в нём не участвуют. Согласно принципу res inter alios acta третьи лица, включая несотрудничающее государство, не связаны с условиями такого соглашения, за исключением, если в последующем не присоединятся к нему. Любые третьи государства вправе принимать защитные меры в целях обеспечения интересов государств-преемников и сохранения имущества бывшей СФРЮ.

### Заключение № 13 (Ответственность за военный ущерб)

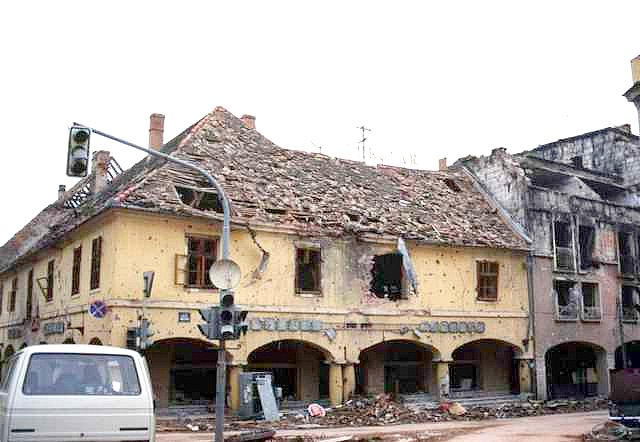
Разрушенный в результате войны Вуковар

Рассмотрев вопрос, могут ли обязательства по возмещению военного ущерба повлиять на порядок распределения государственного имущества, архивов и долгов в связи с процессом правопреемства республик, Арбитражная комиссия 16 июля 1993 года заключила, что правила, применимые к правопреемству государств, отличаются от тех, которые касаются ответственности государства. Следовательно, разделение активов и пассивов должно производиться без учёта обязательств, связанных с возмещением ущерба, возникшего в результате военных действий и разрушений. При этом комиссия признала, что каждое из государств не лишено права зачесть активы и пассивы, подлежащие передаче по правилам правопреемства государства, с одной стороны, против причинённого военного ущерба — с другой.
Вместе с тем отдельными авторами отмечается, что Арбитражная комиссия ещё в своём первом заключении указала, что правопреемство влечёт за собой замену одного государства другим, в том числе и в вопросах ответственности за межнациональные отношения. Поэтому комиссии следовало рассмотреть также вопрос о том, может ли какая-либо из республик нести ответственность за вредоносные действия, совершённые от имени СФРЮ, которая существовала по крайней мере до июля 1992 года, а вооружённый конфликт начался с середины 1991 года и продолжался во время вынесения заключения. Указанные вопросы неправомерно остались за пределами внимания комиссии.

### Заключение № 14 (Условия разделения государственного имущества, архивов и долгов)
Определяя условия раздела имущества и долговых обязательств бывшей СФРЮ, Арбитражная комиссия в заключении от 13 августа 1993 года указала, что при проведении Рабочей группой МКБЮ инвентаризации вся имущественная масса была разведена на имущество, принадлежность которого согласована между республиками, и имущество, по которому имелись разногласия. Поэтому комиссия посчитала, что не имеет достаточных сведений, чтобы решить вопрос о принадлежности каждого спорного имущества конкретной республике, тем более что такие вопросы не должны решаться в рамках заключений консультативного органа. В связи с этим она решила ограничиться лишь определением общих принципов распределения активов и пассивов.

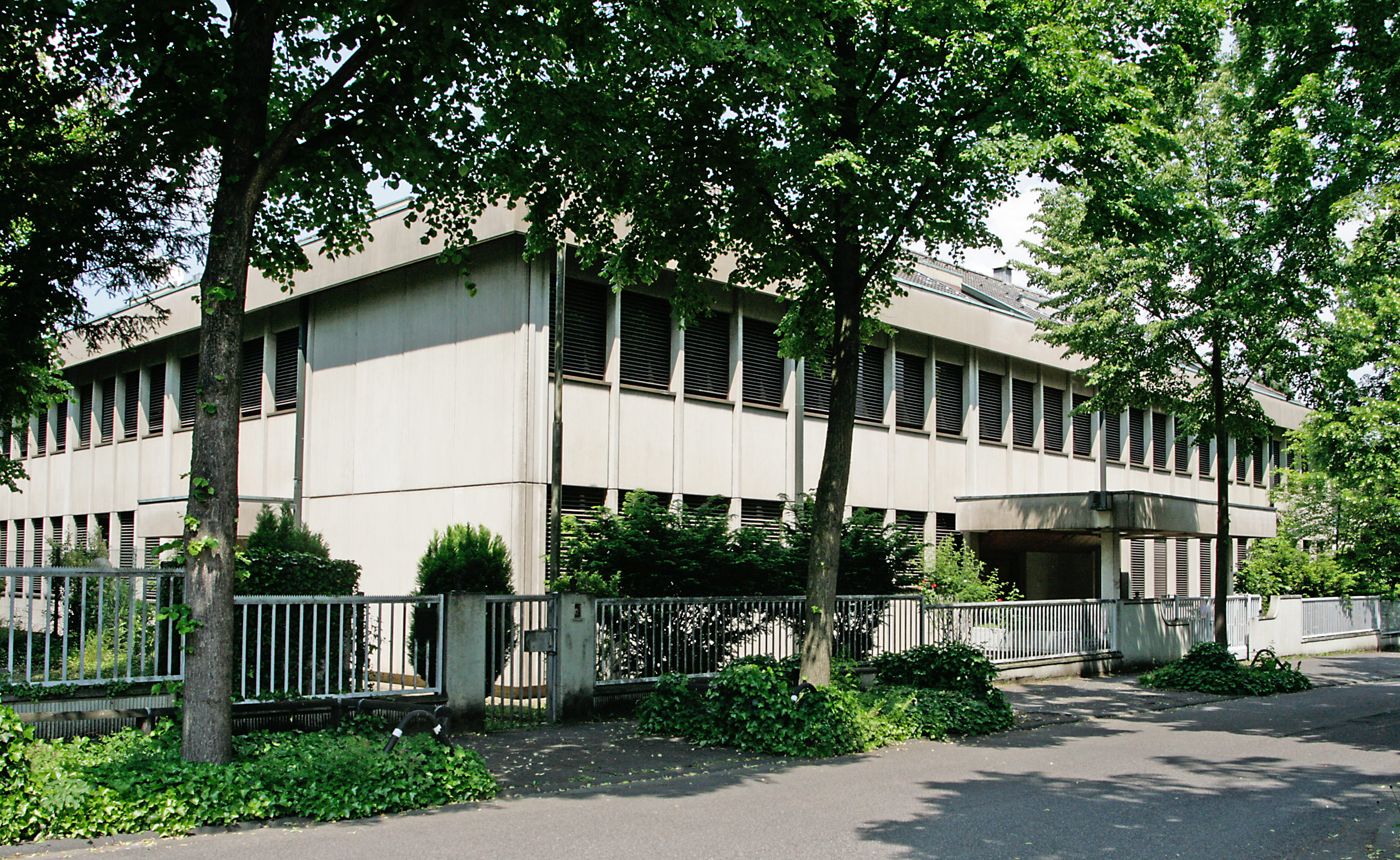
Бывшее здание посольства СФРЮ в Бонне, которое после распада страны было занято посольством СРЮ. В последующем данная собственность была разделена между всеми бывшими югославскими республиками и выставлена на продажу

Комиссия заключила, что в соответствии с принципом locus in quo вся государственная собственность отходит тому государству-преемнику, на чьей территории она находится, независимо от того, кому она первоначально принадлежала или за счёт какого финансирования была приобретена либо создана. Прочее федеральное имущество, архивы и долги СФРЮ должны быть распределены в пропорциональном и справедливом соотношении между всеми государствами-преемниками также независимо от первоначальной принадлежности и финансирования. Вопрос о принадлежности имущества, архивов и долгов федеральным структурам СФРЮ следует решать исходя из положений Конституции СФРЮ 1974 года.

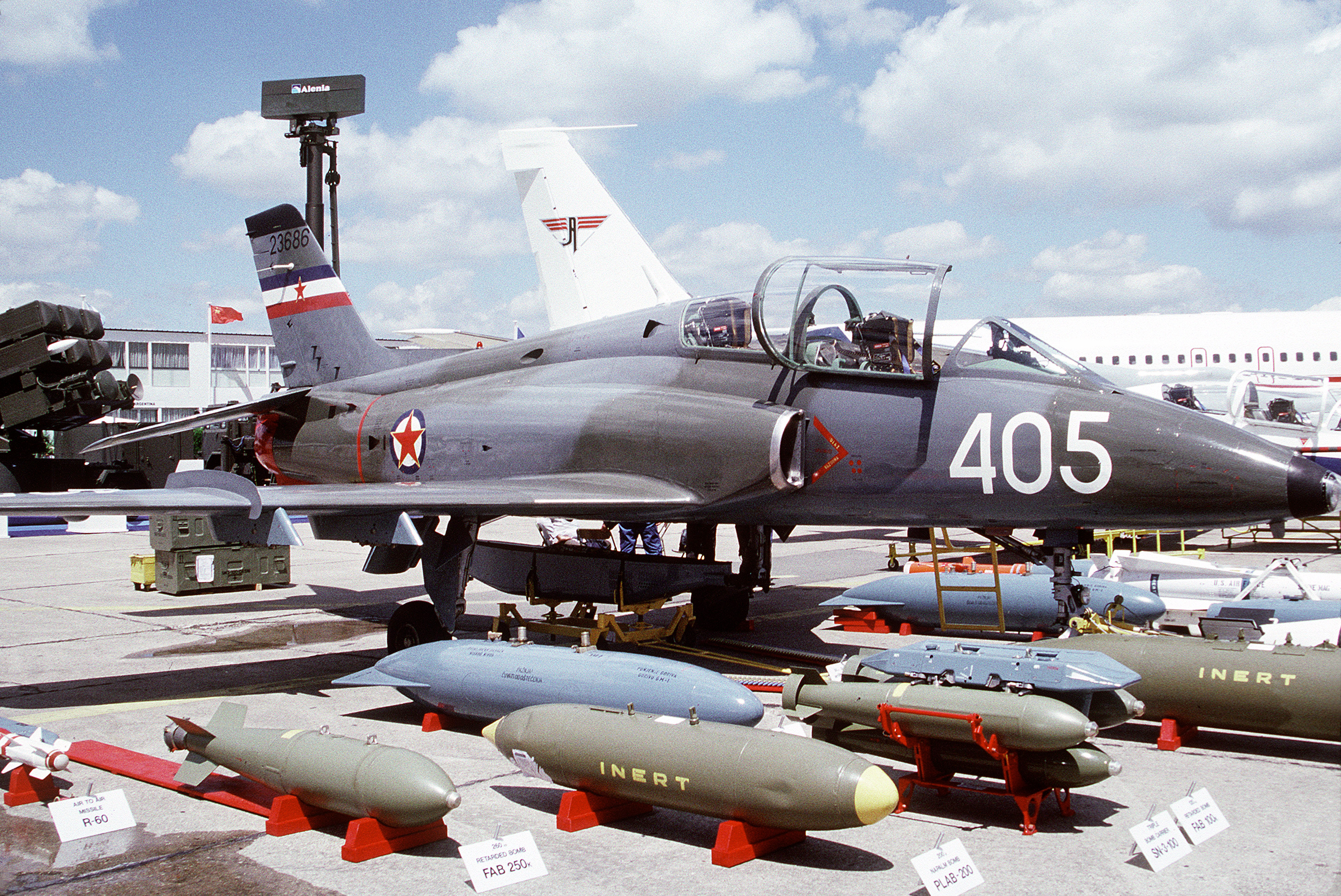
Югославский учебный самолёт G-4 Super Galeb на Парижском авиасалоне в 1991 году. На подобные самолёты при разделе имущества СФРЮ претендовала Македония

Стоит заметить, что, применяя принцип locus in quo ко всему государственному имуществу, комиссия предполагала, что не только недвижимое, но и любое движимое имущество, находящееся на территории государства-преемника, автоматически перейдёт к нему. Такая трактовка явно выходит за рамки положений Венской конвенции о правопреемстве в отношении собственности, архивов и долгов 1983 года, согласно которой передаче государству-преемнику подлежит только то движимое имущество, которое было связано с деятельностью государства-правопредшественника в отношении соответствующей территории, отошедшей этому государству-преемнику. Поэтому случайно оказавшееся на территории конкретного государства движимое имущество не должно переходить к нему, а подлежит возвращению государству, с территорией которого оно ранее было тесно связано (к примеру, военная техника и вооружения, корабли, авиация, железнодорожный подвижной состав и др.). В этом смысле исследователями отмечается, что позиция, занятая Арбитражной комиссией, является слишком широкой, ей следовало лишь сделать оговорку о том, что, если подобное правило приводит к неравному разделу движимого имущества, другие стороны вправе требовать от его приобретателя равнозначной денежной компенсации.
При разделении долговых обязательств между государствами-преемниками было рекомендовано учитывать размер территории, численность населения каждого из государств, экономические возможности, а также степень участия государства в образовании долгов. При этом, распределяя архивы между государствами, следовало исходить из разумности их передачи конкретному правопреемнику, учитывая степень исторической и культурной ценности таких архивов для определённой территории, в том числе в целях надлежащего управления ею.
При определении условий раздела имущества СФРЮ Арбитражная комиссия столкнулась с проблемой принадлежности общественной собственности, распределённой между различными самоуправляемыми организациями, объединениями трудовых коллективов, предприятиями и кооперативами. Комиссия решила, что если такие организации действовали исключительно в пределах территории одной республики, то они полностью переходят под юрисдикцию этой республики. Если же организации действовали на федеральном уровне либо в двух или нескольких республиках и при этом осуществляли публичные функции от имени СФРЮ или отдельных республик, их имущество, долги и архивы следует пропорционально разделить между всеми югославскими республиками. Вместе с тем в случае, если эти организации относились к частному сектору, правила правопреемства государств к ним не были применимы.
Окончательно вопрос о разделе имущества, архивов и долгов СФРЮ был разрешён путём подписания 29 мая 2001 года в Вене соглашения о правопреемстве между всеми бывшими югославскими республиками.

### Заключение № 15 (Народный банк СФРЮ)

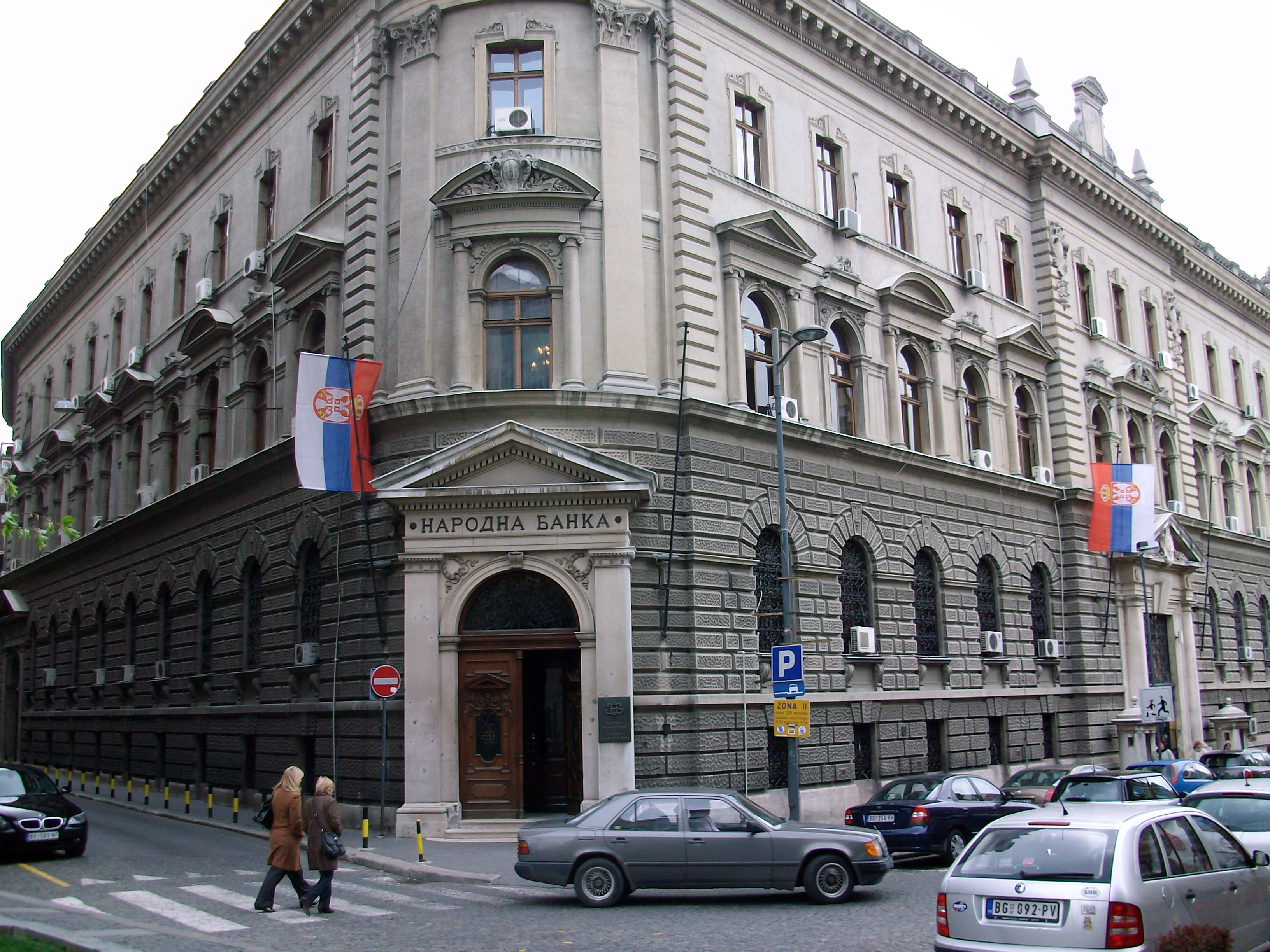
Бывшее здание Народного банка Югославии в Белграде

13 августа 1993 года Арбитражная комиссия вынесла последнее заключение, в соответствии с которым Народный банк Югославии, находящийся на территории СРЮ, не может считаться продолжателем деятельности центрального банка, созданного в рамках распавшегося СФРЮ. Его собственность, валютные ценности, права и обязательства подлежат пропорциональному разделению между всеми государствами-преемниками. При этом права и обязательства Народного банка следует разделять на те, которые возникли у него как у конституционного органа СФРЮ, и те, которые он принял на себя, действуя в качестве банка во взаимоотношениях с другими частными банковскими организациями. Первые подлежат правопреемству между государствами, но переходят не автоматически, а путём заключения отдельных соглашений. Вторые же правопреемству не подлежат, поскольку возникли в рамках частноправовых отношений и должны быть прекращены в связи с ликвидацией юридического лица.

## Оценки деятельности
Британский исследователь Мэттью Крейвен в целом положительно характеризует деятельность Арбитражной комиссии, отмечая, что впервые независимый квазисудебный орган, состоящий из авторитетных юристов, принимал активное участие в дезинтеграционных процессах федеративного государства, пытаясь мирным путём урегулировать все противоречия между народами, населявшими Югославию. Комиссия изучила и рассмотрела весь комплекс вопросов, касающихся государственности, международного признания, самоопределения народов, территориальной целостности и правопреемства в ситуации, когда происходит распад единого государства. Вынесенные в результате этого заключения носили в большей степени консультативный характер и ни в коей мере не рассматривались как res judicata, тем не менее они сыграли важную роль в создании необходимого каркаса для проведения мирных переговоров между противостоящими друг другу югославскими республиками и разрешения отдельных проблемных вопросов. По мнению Крейвена, Арбитражная комиссия столкнулась с очень сложными и специфическими проблемами в связи с событиями в Югославии, поэтому правовые позиции, выраженные в её заключениях, не претендуют на универсальность применения и не лишены отдельных недостатков, особенно в вопросах государственных границ и самоопределения народов, но вместе с тем они в любом случае оказали большое влияние на развитие международного публичного права в вопросах обретения государственности и признания новых государственных образований.
Словенский дипломат Данило Тюрк полагает, что заключения Арбитражной комиссии были юридически последовательными и правильными, несмотря на противоречивость отдельных суждений и умалчивание некоторых вопросов, которые имели очевидную актуальность. Последний недостаток был вызван скорее политическими препятствиями и не являлся следствием решения самой Арбитражной комиссии. С другой стороны, имелись вопросы, которые не получили полного ответа в вынесенных юридических заключениях. Самый важный среди них — это вопрос об одновременной защите территориальной целостности государств-преемников и прав национальных меньшинств на самоопределение, проживающих на соответствующих территориях.
Схожего мнения придерживается французский юрист Ален Пелле, считающий, что Арбитражной комиссии удалось в своих заключениях отойти от сугубо формального подхода в толковании международно-правовых актов, целостно и последовательно применяя их к ситуации, связанной с распадом Югославии. Он указывает, что комиссия справилась со своей главной задачей по решению этнотерриториального конфликта, в частности, способствовала ослаблению напряжённости между отдельными государствами и предложила пути выхода из существовавших правовых проблем, которые препятствовали мирному урегулированию конфликта.
Напротив, по мнению российского историка Елены Гуськовой, Арбитражная комиссия ответила совершенно не на те вопросы, которые изначально были составлены и предложены сербской стороной. Она указывает, что первоначальная формулировка первых трёх ключевых вопросов существенно отличалась. Первый из них касался определения круга субъектов, обладающих правом на самоопределение по международному праву, — нация или отдельная часть федерации; второй — соответствия акта сецессии Уставу ООН и международному праву; и третий — сопоставления статуса разделительных линий конституционных частей федерации со статусом международных границ. Поскольку по действовавшему регламенту работы комиссии все предложенные вопросы передавались на рассмотрение через председателя мирной конференции лорда Карингтона, он самостоятельно переформулировал их, не желая получения от Арбитражной комиссии прямого ответа. В этой связи Елена Гуськова отмечает, что действительная цель деятельности Арбитражной комиссии заключалась исключительно в юридическом оправдании процесса распада Югославии, заключения её не обладали беспристрастностью и независимым характером, а арбитражные усилия комиссии и Конференции по Югославии, учредившей её, не способствовали установлению мира в регионе и разрешению межэтнических конфликтов.
Израильский правовед Михла Померанс отмечает, что ссылки Арбитражной комиссии на отдельные прецедентные решения из практики Международного суда ООН с целью придания своим заключениям более усиленной правовой обоснованности были сделаны некорректно, поскольку приводимые ею прецеденты не могут быть применены к рассматриваемой ситуации по причине нетождественности обстоятельств. По её мнению, комиссия в своих взглядах не отличалась беспристрастностью, поскольку пыталась оправдать каждую некорректную позицию в выносимых заключениях любым способом, в том числе и ссылками на неуместную международную судебную практику. Особенно это заметно в заключении, оправдывающем применение колониального принципа uti possidetis к ситуации с Югославией, а также в обосновании своей компетенции давать консультативные заключения, когда она была оспорена Сербией и Черногорией. Померанс считает, что такая противоречивость взглядов комиссии и её желание любой ценой оправдать свою позицию дискредитируют вынесенные в рамках арбитражного разбирательства юридические заключения.